# Акуарика дел Капо
Акуарѝка дел Ка̀по (на италиански: Acquarica del Capo) е малко градче в Южна Италия, община Презиче-Акуарика, провинция Лече, регион Пулия. Разположено е на 110 m надморска височина.